# 图尔沃
图尔沃（法語：Tourves，法語發音：[tuʁv]）是法国普罗旺斯-阿尔卑斯-蓝色海岸大区瓦尔省的一个市镇，属于布里尼奥勒区。

## 地理
图尔沃（43°24'29"N, 5°55'26"E）面积65.62 平方千米，位于法国普罗旺斯-阿尔卑斯-蓝色海岸大区瓦尔省，该省份为法国东南部沿海省份，北起上普罗旺斯阿尔卑斯省，西北角与沃克吕兹省接壤，西接罗讷河口省，南濒地中海，东临滨海阿尔卑斯省。
与图尔沃接壤的市镇（或旧市镇、城区）包括：布里尼奥勒、拉塞勒、马佐格、鲁日耶、圣马克西曼-拉圣博姆。

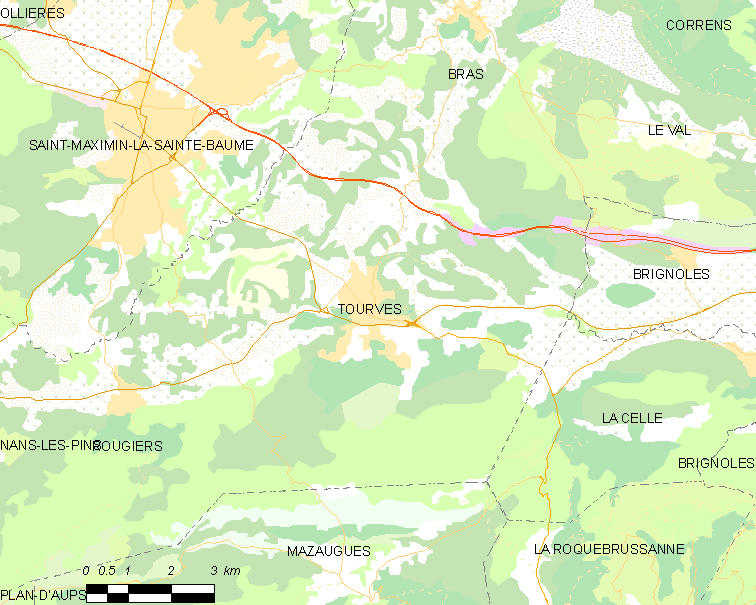
图尔沃的OSM定位图

图尔沃的时区为UTC+01:00、UTC+02:00（夏令时）。

## 行政
图尔沃的邮政编码为83170，INSEE市镇编码为83140。

## 政治
图尔沃所属的省级选区为布里尼奥勒县。

## 人口

1962-2008年间图尔沃人口变化图示

图尔沃于2022年1月1日时的人口数量为5220人。